# Rio Pararangaba
O Rio Pararangaba é um curso de água do estado de São Paulo, Brasil. É um afluente da margem direita do Rio Paraíba do Sul, com nascentes na Serra do Jambeiro, localizada nos contrafortes da Serra do Mar, em setor próximo às divisas entre os municípios de Jambeiro e São José dos Campos, cruzando este último no sentido sudeste/nordeste. 
A bacia hidrográfica do rio Pararangaba localiza-se no extremo leste do município de São José dos Campos, abrangendo predominantemente o distrito de Eugênio de Melo, o qual apresenta a maior parte de seu território localizado dentro da área de captação desta bacia.

## Geografia
A área de drenagem da bacia hidrográfica do Pararangaba soma 75,64 km², correspondendo a 6,8% da área total de São José dos Campos. O seu canal principal apresenta três principais afluentes: o Ribeirão do Cajuru, o Córrego do Bairrinho e o Córrego do Bueirinho.
A bacia do rio Pararangaba está localizada sobre sobre o sistema aquífero Taubaté, em um setor com predomínio de  águas bicarbonatadas sódicas na porção oeste de seu subsolo e bicarbonatadas potássicas no setor leste, próximo à divisa com o município de Caçapava.

### Uso e ocupação
A área da bacia do rio Pararangaba apresenta crescimento populacional superior à média do município de São José dos Campos. 
Em decorrência da ocupação praticamente total das áreas marginais à rodovia Presidente Dutra, houve escassez de terras nessa faixa territorial, levando ao aumento do custo dos terrenos. Desta forma, as populações passaram a buscar áreas mais periféricas para o assentamento urbano, ocasionando maior pressão demográfica no médio curso deste rio, que corresponde ao setor localizado entre as Rodovias Presidente Dutra e Carvalho Pinto. 
Devido ao avanço da concentração populacional nesta extensão do território, o médio curso do Pararangaba consiste no setor que apresenta maior volume de problemas ambientais em toda a bacia. Dentre esses impactos, destacam-se aqueles relacionados à poluição, desmatamento, erosão, assoreamento e consequente aumento do risco de inundações.
A instalação de grandes empresas e a presença de um Pólo Tecnológico no distrito de Eugênio de Melo é vetor de atração de população para a região. Isso aumenta a velocidade de expansão das áreas impermeabilizadas de modo a incrementar a tendência de ocorrência de inundações em um futuro próximo.

## Problemas ambientais
No decorrer de seu trajeto, o rio Pararangaba cruza a rodovia SP-70, Governador Carvalho Pinto e a rodovia BR-116, Presidente Dutra. Entre essas duas importantes estradas, o rio percorre por setor com significativo adensamento demográfico. 
A presença das rodovias e significativo incremento da urbanização nas área de drenagem de sua bacia hidrográfica aumenta o risco de contaminação decorrente de poluição difusa. Após adentrar em terras pertencentes ao distrito de Eugênio de Melo, o rio Pararangaba passa por áreas de criação de gado e cultivos diversos, apresentando o risco de contaminação das águas pelo uso inadequado de insumos agrícolas.
O assoreamento é outro fator de risco ambiental muito frequente na região, aumentando a suscetibilidade às inundações, sobretudo diante da ocorrência de pancadas de chuvas mais intensas, o que é característica comum do clima desta região nos meses de primavera e verão. O acumulo de lixo no curso d'água é outro problema, que além de aumentar o nível de poluição, é capaz de intensificar a ocorrência de inundações.
Tem sido observado aumento na frequência de ocorrência de inundações ao longo do tempo. Tal aspecto provavelmente está relacionado com o incremento das áreas impermeabilizadas ao logo da bacia em função da expansão urbana recente, incluindo a construção de extensas instalações industriais, novos loteamentos e condomínios fechados.